# Droga krajowa 23 (Australia)
Droga krajowa 23 (National Highway 23 lub Australian Route 23) - numeryczne oznaczenie dwóch australijskich dróg przebiegających przez stan Nowa Południowa Walia oraz Australijskie Terytorium Stołeczne.

## Federal Highway
Federal Highway oznaczane jest jako DK23 na całej swojej długości, od okolic Goulburn do Canberry. Droga ta posiada status national highway, co oznacza jej finansowanie ze środków federalnych. Jak wszystkie drogi tej kategorii, oznaczana jest zieloną tarczą ze słowem „National”.

## Monaro Highway
Monaro Highway nosi oznaczenie DK23 od południowych dzielnic Canberry do granicy stanów Nowa Południowa Walia i Wiktoria. Numer umieszczany jest na białej tarczy, co sygnalizuje finansowanie drogi ze środków stanowych. Kiedy Nowa Południowa Walia przejdzie na alfanumeryczny system numeracji dróg, prawdopodobnie odcinek ten zostanie przemianowany na drogę stanową B80.